# Karmapa Rangjung Rigpe Dorje
Il sedicesimo Karmapa Rangjung Rigpe Dorje (Wylie: Rang 'byung rig pa'i rdo rje; Denkhok, 16 luglio 1924 – 5 novembre 1981) è stato un monaco buddhista tibetano, leader spirituale del lignaggio Karma Kagyu del Buddismo tibetano.
Nacque a Denkhok nel distretto di Dergé nel Kham (Tibet orientale), vicino al fiume Yangtze.

## Biografia
Il 15° Karmapa affidò personalmente al suo assistente, Jampal Tsultrim, una lettera contenente una predizione circa i dettagli dell'incarnazione del 16° Karmapa. Alcuni particolari della lettera furono chiariti da Beru Kyense, Situpa e Jamgon Kontrul, il quale aiutò a rintracciare con successo Rangjung Rigpe Dorje. Egli venne riconosciuto dallo stesso Jamgon Kongtrul e da Situpa come il 16° Karmapa. Si cerco' anche di ottenere il riconoscimento ufficiale dal Dalai Lama, il cui governo però aveva nel frattempo legittimato come Karmapa il figlio di un ministro del governo stesso. Vennero allora portate in prova le predizioni del 15° Karmapa e, dopo non poche tribolazioni di carattere politico e dopo l'accidentale morte del figlio del ministro, esse furono accettate come autentiche e conformi al ritrovamento di Rigpe Dorje.
Ranjung Rigpe Dorje fu portato al Monastero di Palpung dove Situ Pema Wangchok gli conferì delle ordinazioni, i Voti del Bodhisattva e molti insegnamenti. Beru Khyentse Lodro Miza Pampa'i Gocha gli insegnò i tantra. Bo Kangkar Rinpoche lo educò ai sutra. Jamgon Palden Kyentse Oser gli trasmise gli insegnamenti sulla Mahāmudrā ed i 6 Yoga di Nāropā.
Nel 1931, all'età di sei anni, officiò la sua prima cerimonia della Corona Nera. In migliaia furono testimoni di questo evento prodigioso. Si dice che, durante la cerimonia, cadde una pioggia di fiori e che il cielo si riempì di arcobaleni. Anche se molto giovane, la fama del suo grande potere si diffuse rapidamente; viene ricordato di come il giovane una volta afferrò la spada di un suo attendente e ne annodò la lama. Egli conseguì la cerimonia del taglio dei capelli all'età di tredici anni da Thubten Gyatso, il 13º Dalai Lama.
Durante la sua educazione, ricevette tutte le trasmissioni del lignaggio Kagyu; Sakya Trizin fu il suo insegnante principale per molti anni. All'inizio del 1940 entrò in ritiro e nel 1947 si apprestò a compiere un pellegrinaggio in India assieme a Tenzin Gyatso, il 14º Dalai Lama. Rangjung proseguì la sua educazione con il 10° Mindrolling Trichen della scuola Nyingma e la concluse con l'iniziazione al Kalachakra della scuola Gelugpa. Rangjung ricevette perciò gli insegnamenti principali delle maggiori scuole buddhiste Tibetane.
Il 16° Karmapa proseguì nelle attività del suo predecessore, viaggiando ed insegnando tra Tibet, Bhutan, Nepal, Sikkim, India ed alcune regioni della Cina. La sua opera consistette inoltre nell'identificazione di reincarnazioni di alti lama attraverso la sua meditazione. Nel 1956 il Karmapa chiese al Dalai Lama, in visita al monastero di Tsurpu, di annullare il divieto di riconoscere ufficialmente Shamar Rinpoche (la seconda carica spirituale del lignaggio Karma Kagyu), imposto dal governo tibetano per ragioni politiche secoli prima. Il Dalai Lama acconsenti' alla richiesta.

### La fuga dal Tibet
Le circostanze politiche cambiarono radicalmente dopo che nel 1950 i cinesi decisero di annettere il Tibet. Il Karmapa, il Dalai Lama, esponenti del governo ed altri alti Lama si recarono ripetutamente a Pechino per negoziare un accordo, che venne rispettato per qualche tempo, ma nel 1959 i cinesi invasero ed assunsero il completo controllo del Tibet.
Nel Febbraio di quell'anno, il Karmapa decise di lasciare il Tibet e di mettersi in cammino alla volta del Bhutan, accompagnato da 160 studenti del suo monastero di Tsurphu, recando con sé la maggior parte dei tesori e delle sacre reliquie. Assieme al Karmapa c'erano alcuni fra i principali Lama del lignaggio, Shamar Tulku, Gyaltsap Tulku ed il quarto Ponlop Rinpoche. Jamgon Khongtrul Tulku si trovava a Kalimpong, India, mentre Situ Tulku era in Bhutan.
Tashi Namgyal, il Re del Sikkim, offrì un terreno al Karmapa e su di esso venne costruita la sua nuova residenza, il Monastero di Rumtek, completato nel 1966. La residenza tradizionale del Karmapa, il Monastero di Tsurphu, esiste ancora, tuttavia il numero dei monaci che vi possono risiedere è limitato.

### L'attenzione si sposta all'Occidente
All'inizio degli anni '70, il Karmapa asserì che la lotta per l'indipendenza del Tibet sarebbe stata molto dura e che, anche se l'avesse ottenuta, ai rifugiati non sarebbe stato concesso il ritorno a casa. Anche Rumtek non sarebbe stato un luogo appropriato, e la situazione in Sikkim e Bhutan, stabili all'epoca, avrebbe potuto peggiorare; tuttavia, era convinto che il mondo Occidentale avrebbe abbracciato il Buddismo.
Nel 1974 si apprestò ad affrontare il suo primo tour mondiale, durante il quale visitò l'Europa, il Canada e gli Stati Uniti, elargendo numerose Cerimonie della Corona Nera; anche Papa Paolo VI gli concesse un'udienza. Alla fine di questo tour il Karmapa rese noto di aver eletto Lama Jigme Rinpoche quale suo rappresentante europeo e Lama Tendzin Tschönyi quale suo rappresenntante in terra d'America. Nel 1975 il Karmapa invio' in Europa il suo "miglior maestro di meditazione, Lama Gendun Rinpoche".
Nel 1976-77 intraprese un tour più esteso, nel quale diede insegnamenti approfonditi ed iniziazioni in quasi tutte le maggiori città europee.
Il sedicesimo Karmapa fu di fondamentale importanza per la trasmissione del Buddismo tibetano in occidente. Egli inaugurò molti centri di Dharma e monasteri in tutto il mondo in modo tale da proteggere, preservare e diffondere gli insegnamenti del Buddha. Secondo molti dei suoi studenti, uno dei fattori che contribui' a questo successo fu' l'apertura della comunità hippie alle cosiddette filosofie orientali ed al Buddismo in particolare. Molti dei suoi studenti occidentali provenivano infatti da questo movimento.
Facendo seguito ad un'iniziativa del governo tibetano in esilio, atta al consolidamento delle organizzazioni buddiste tibetane, Rangjung Rigpe Dorje divenne il primo capo formale della scuola Kagyu, sebbene i precedenti Karmapa fossero considerati esclusivamente i Lama più prestigiosi ed autorevoli di questa scuola.

### La morte del Karmapa
Nel 1980-81 il Karmapa, già malato di cancro iniziò il suo ultimo tour mondiale, elargendo insegnamenti, interviste ed iniziazioni nel sud-est asiatico, in Grecia, Inghilterra e Stati Uniti. Ricoverato in seguito a un aggravamento, Rangjung Rigpe Dorjè morì a 57 anni di insufficienza cardiaca il 5 novembre del 1981 negli Stati Uniti, in un ospedale di Zion, Illinois, nella posa della meditazione. I dottori e gli infermieri dell'ospedale sottolinearono la sua gentilezza e come egli sembrasse concentrato più sulla salute degli altri che sulla propria. Un dottore rimase colpito dal rifiuto del Karmapa di assumere analgesici; ciononostante egli non mostrò assolutamente i segni del dolore comuni alla maggior parte dei pazienti in quelle stesse condizioni, inoltre i sedativi non lo facevano addormentare. Dopo la sua morte, fu fatta un'eccezione alle procedure per rispetto al suo credo religioso, ed il suo corpo venne trattenuto in ospedale per tre giorni, come da tradizione buddhista, durante i quali, secondo molte testimonianze, il suo cuore rimase caldo, e il corpo non mostrò segni di decomposizione. Il capo dello staff, Radulfo Sanchez, non riuscì a fornire una spiegazione medica all'accaduto. Nel buddismo tibetano questo fatto è interpretato col fatto che il defunto non è in realtà ancora morto ma ha raggiunto lo stato di "chiara luce" e sta meditando mentre attraversa il bardo, onde preparare la sua prossima reincarnazione cosciente.
Durante le sette settimane intercorse tra la sua morte e la cremazione, il corpo del Karmapa andò incontro ad una sorta di mummificazione e si ridusse spontaneamente alle dimensioni di un bambino piccolo. La cremazione fu svolta a Rumtek. I suoi due cani morirono in quello stesso giorno, nonostante fossero in ottime condizioni. Durante la cremazione comparve un arcobaleno circolare tutt'attorno al sole, stagliandosi nel cielo completamente blu. Mentre il suo corpo bruciava, un oggetto rotolò fuori dalle fiamme fino ai bordi dello stupa, vicino a Lopon Chechu Rinpoche. L'oggetto fu prontamente recuperato e si appurò che esso consisteva di sharira (reliquie buddhiste) degli occhi, della lingua e del cuore del Karmapa. Ciò stava a significare che il suo corpo, la sua parola e la sua mente si erano riunite per essere preservate come reliquie per il futuro; questi eventi sono riservati ai più elevati e realizzati yogi buddisti – gli stessi fatti accaddero durante la cremazione di Gampopa e del Secondo Karmapa, Karma Pakshi oltre che del Buddha stesso.

### Il suo lascito
La semplice presenza del Karmapa creava una benedizione profonda e duratura in tutte le persone che entravano in contatto con lui. Egli stesso disse che un Buddha doveva essere conosciuto per la sua risata, e si dice che quando il Karmapa scoppiava a ridere, il che succedeva molto spesso, lo si poteva udire ad una notevole distanza.
Egli dimostrò inoltre la completa capacità di comunicare con gli animali: ad esempio, durante un corso in Europa, un grosso corvo picchiò col becco ad una delle finestre della sala nella quale il Karmapa stava insegnando. Non appena fu fatto entrare, l'uccello volò direttamente dal Karmapa, quindi egli diede istruzioni a due persone per recarsi in un granaio lontano alcune miglia dove altri due uccelli, ormai stremati, erano rimasti intrappolati. Naturalmente gli uccelli vennero trovati e soccorsi. Rangjung Rigpe Dorje aveva particolarmente a cuore gli uccelli e considerava essenziale una visita al negozio di uccelli di ogni città che visitava.
Rangjung Rigpe Dorje fu considerato da molti un Buddha vivente. Come i suoi predecessori, egli fu in primis una figura spirituale e perciò non si occupò di questioni politiche. Invece, fece numerosi sforzi per preservare intatta la tradizione spirituale tibetana ed in questo modo contribuì a difendere l'identità della cultura tibetana stessa. Nel campo spirituale, egli rimane di grande ispirazione per centinaia di migliaia di persone in tutto il mondo che meditano su di lui ogni giorno.